# Gaspare Pasta
Gaspare Pasta (Bologna, 14 dicembre 1893 – 1º agosto 1979) è stato un pentatleta e dirigente sportivo italiano.

## Biografia
Nato nel 1893 a Padova, a 31 anni partecipò ai Giochi olimpici di Parigi 1924, terminando 36º nell'individuale con 142 punti (36º nel tiro a segno, 36º nel nuoto, 2º nella scherma, 36º nell'equitazione e 32º nella corsa).
Dal 1940 al 1943 fu il primo presidente della Federazione Italiana Pentathlon Moderno.